# Чорань (Вранча)
Чорань, Чорані (рум. Ciorani) — село у повіті Вранча в Румунії. Входить до складу комуни Пуфешть.
Село розташоване на відстані 193 км на північний схід від Бухареста, 32 км на північ від Фокшан, 133 км на південь від Ясс, 89 км на північний захід від Галаца, 128 км на схід від Брашова.

## Населення
За даними перепису населення 2002 року у селі проживали 1088 осіб, усі — румуни. Усі жителі села рідною мовою назвали румунську.